# Universidade Tiradentes

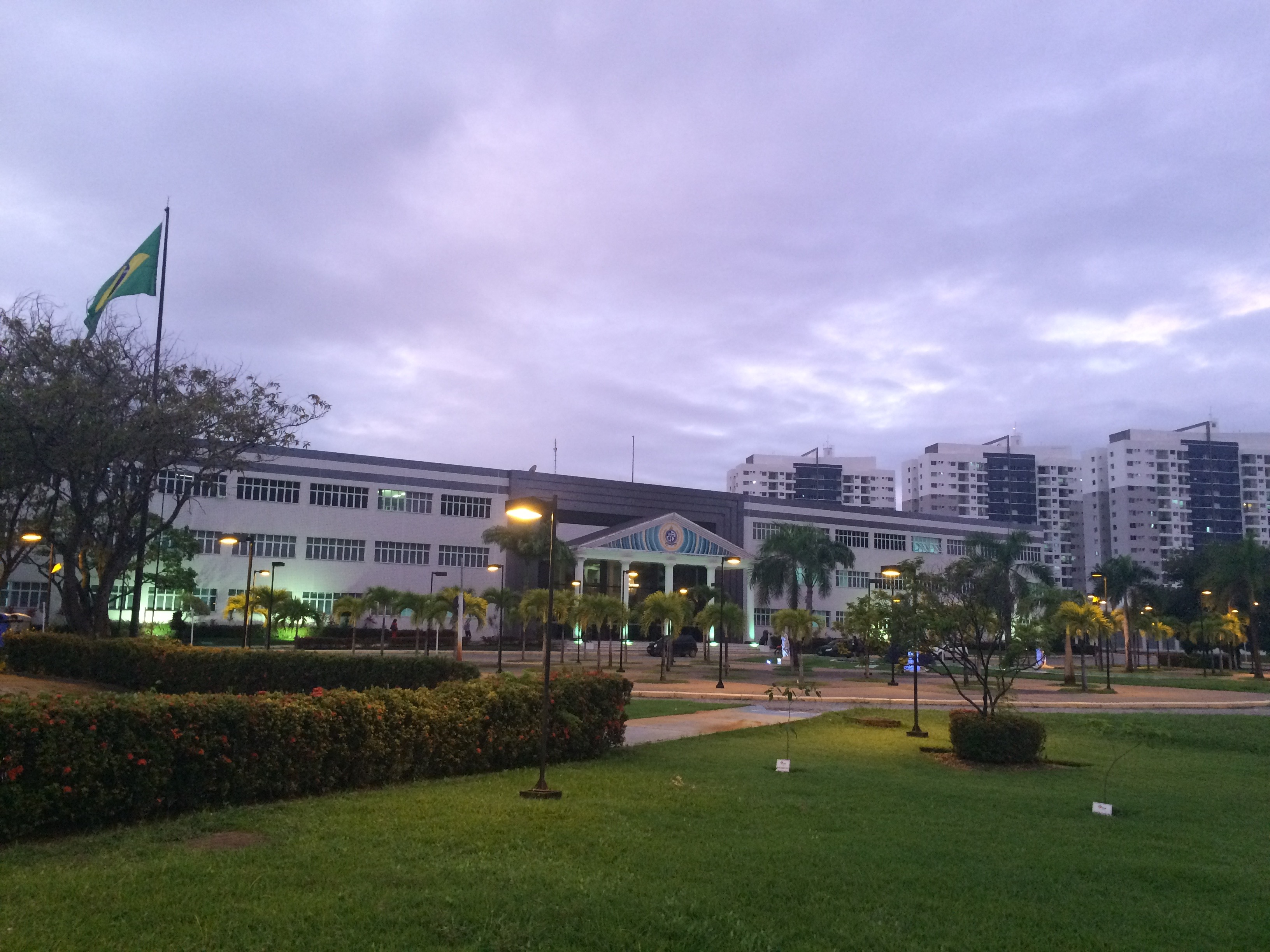
Panorama do Campus Farolândia da Universidade Tiradentes em Aracaju

A Universidade Tiradentes (Unit) é uma instituição privada brasileira de ensino superior fundada em 1962, com unidades nos municípios de Aracaju, Itabaiana, Propriá, Simão Dias e Estância. O grupo também possui uma sede no estado de Alagoas, nas cidades de Maceió e Arapiraca e outra no estado de Pernambuco, na cidade do Recife.

## Ensino e Pesquisa
Além dos cursos de graduação, a UNIT possui 5 programas de pós-graduação stricto sensu que oferecem cursos de mestrado e doutorado: biotecnologia industrial, programa este que conta com cientistas premiadas, engenharia de processos, educação, saúde e ambiente e o de direitos humanos, o qual se destaca na pesquisa jurídica regional ao integrar a Rede Norte Nordeste de Pesquisa em Direito.